# Stelis tricardium
Stelis tricardium är en orkidéart som beskrevs av John Lindley. Stelis tricardium ingår i släktet Stelis och familjen orkidéer. Inga underarter finns listade i Catalogue of Life.